# Psilacron aphretesa
Psilacron aphretesa är en fjärilsart som beskrevs av Dyar 1913. Psilacron aphretesa ingår i släktet Psilacron och familjen tandspinnare. Inga underarter finns listade.